# Ookolhufinolhu
Ookolhufinolhu est une petite île inhabitée des Maldives. Elle abrite désormais une des nombreuses îles-hôtel, le Cocoon Maldives.

## Géographie
Ookolhufinolhu est située dans le centre des Maldives, au Sud-Est de l'atoll Faadhippolhu, dans la subdivision de Lhaviyani.